# Praga Charon
Praga Charon byl typ osobního a nákladního automobilu vyráběný Automobilním oddělením První českomoravské továrny na stroje v Praze-Libni mezi lety 1907 až 1911 v licenci francouzské továrny Automobiles Charron. Jednalo se o první model automobilu vyrobený pod značkou Praga, nikoliv však o stroj původní tovární konstrukce. 

## Historie

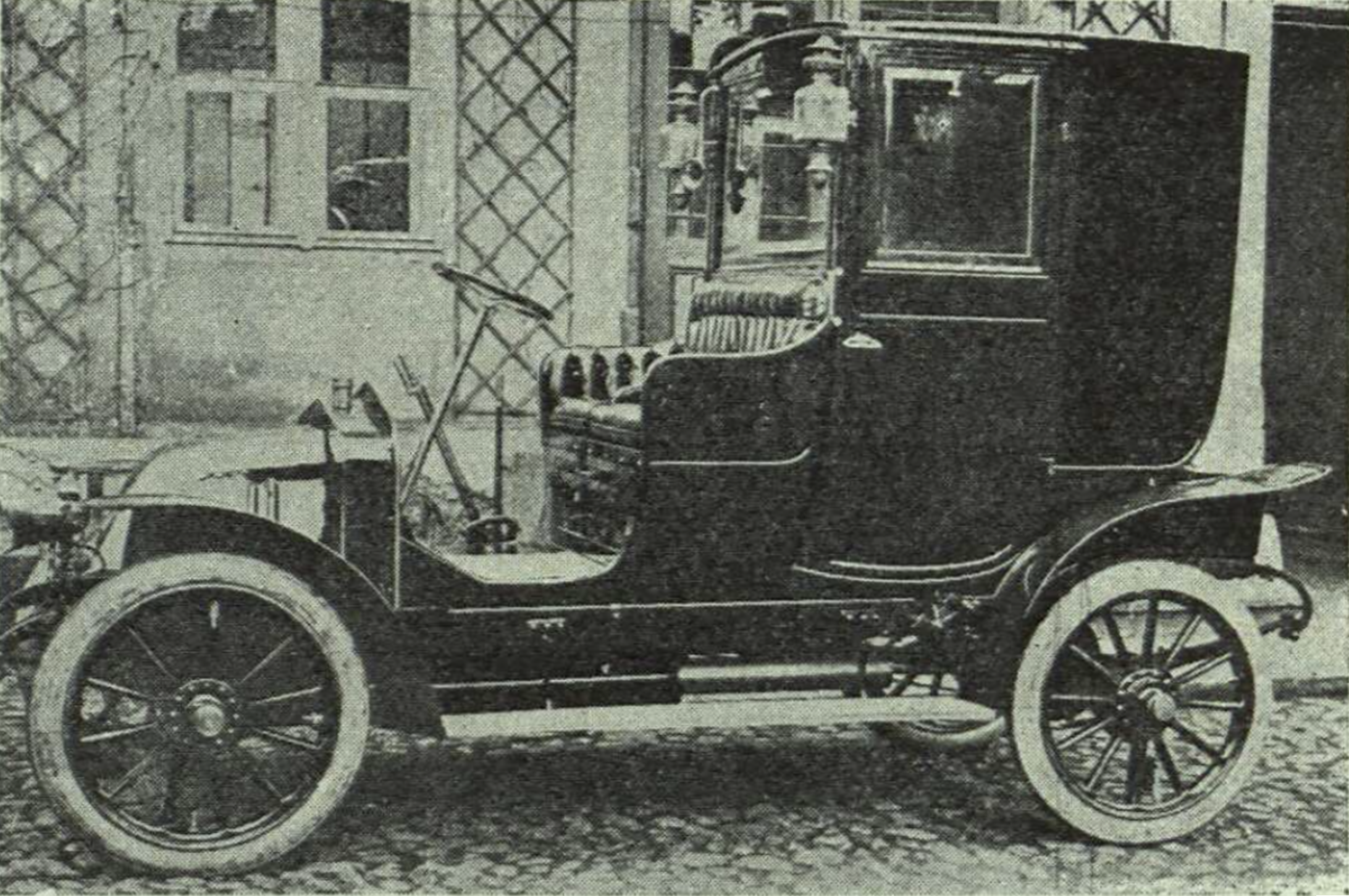
Autodrožka Praga Charon (okolo roku 1907)

Model zařadil továrnu do té doby vyrábějící mj. parní lokomotivy, nejrůznější průmyslové stroje či mostní konstrukce, mezi první české automobilky: vedle mladoboleslavské továrny Laurin & Klement, liberecké RAF a kopřivnické Tatry. Jeho výroba probíhala na základě zakoupené licence automobilky Charron z francouzského Puteaux. První stroj vznikl roku 1907, roku 1908 byla zahájena sériová výroba. Vůz vznikal v provedení osobního vozu (landauret) či malého nákladního vozu, několik z nich fungovalo také u raných taxislužeb jakožto tzv. autodrožka.  
Celkový počet vyrobených strojů dosáhl 35 kusů. Po ukončení výroby Charonu roku 1911 pak Praga přešla k produkci vozů vlastní konstrukce, jmenovitě počínaje rokem 1911 modelem Praga Mignon konstruktéra Františka Kece. 

## Technické údaje

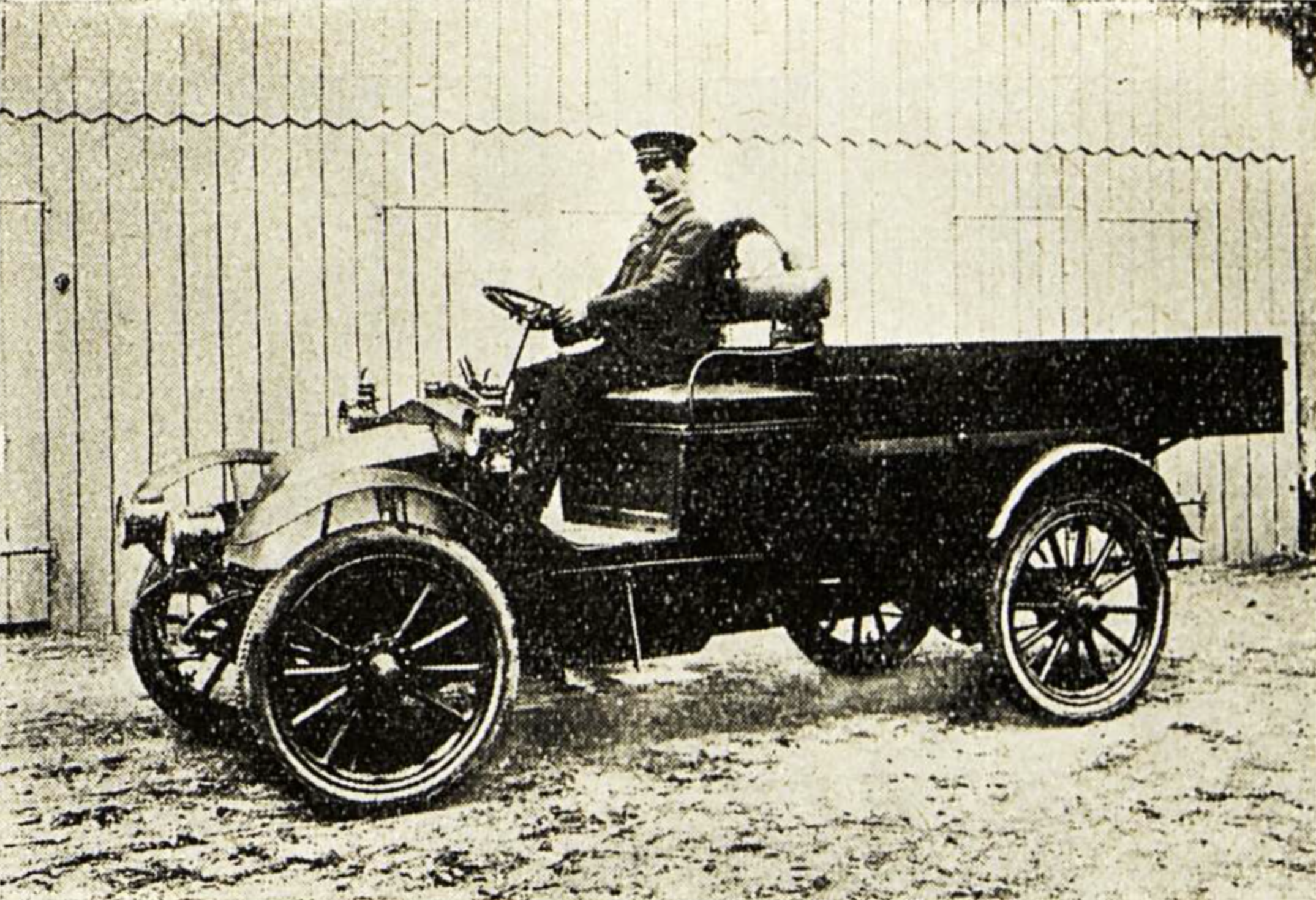
Praga Charon s otevřenou korbou (okolo roku 1910)

Vůz měl motor uložený vpředu s pohonem zadních kol, tuhou nápravu a listová pera. Byl poháněn dvouválcovým motorem Praga V s objemem 1206 cm³ a výkonem 10 koní.